# Відносини між Камеруном та Німеччиною
Відносини між Камеруном і Німеччиною описуються як «добрі» за словами Німецького міністерства закордонних справ. Обидві країни мають тривалу спільну історію, і Камерун був колонією Німеччини з 1884 по 1918 рік. Також через німецьке втручання в розвиток співпраці, Німеччина сьогодні «позитивно сприймається» в країні.

## Історія
Німецька присутність в Камеруні налічується з XIX століття. У 1861 році британський дослідник Річард Френсіс Бартон і німецький ботанік Густав Манн стали першими європейцями, які піднялися на гору Камерун. Кілька років потому торговий будинок Адольфа Войерманна встановив свій пункт в Дуала. У 1884 році колоніальні компанії Янцен і Тормален і Войерман заключили договір про взаємодопомогу з місцевими правителями, і була створена німецька колонія Камерун. Густав Нахтігаль став першим рейхскомісаром, відповідальним за територію, і німецький експедиційний корпус придушив наступний народний повстання. Внутрішній регіон країни поступово досліджували та підкорювали, і німецькі торговці та місіонери осідали в колонії. У 1902 році Ганс Домінік завоював Північний Камерун після перемоги над Еміратом Адамава. У 1911 році Марокко-Конгський договір розширив колонію, включивши територію Нового Камеруну. Сьогодні територія Нового Камеруну входить до складу Чаду, Центральноафриканської Республіки, Республіки Конго та Габону.
Колонія Камеруну була найекономічно продуктивнішою серед колоній Німецької імперії. З цією метою населення було експлуатоване, і була введена система плантаційної економіки. Колонія постачала гуму, слонову кістку, какао, пальмову олію та горіхи пальми на материк, а в обмін отримувала сало та зброю від Німеччини. Загалом, однак, торгівля з колоніями залишалася другорядною для Німецької імперії порівняно з торгівлею з більш розвинутими сусідніми країнами. Після поразки Німеччини у Першій світовій війні колонію розділили між Сполученим Королівством та Францією.
Посольство Західної Німеччини в Камеруні було засновано в 1960 році, у рік незалежності країни, і через три роки Генріх Любке відвідав африканську державу. Після закінчення доктрини Гальштейна в 1973 році Камерун також встановив дипломатичні відносини з НДР. Західна Німеччина стала для Камеруну важливим донором розвиткової допомоги. Державні візити президентів Камеруну Ахмаду Ахіджо та Поля Бії до Західної Німеччини відбулися в 1963 та 1986 роках відповідно. У 1987 році Гельмут Коль став першим канцлером Німеччини, який відвідав Камерун.

## Економічні відносини
Економічні відносини між Німеччиною та Камеруном залишаються слабкорозвиненими, і невелика кількість німецьких компаній інвестує в країну через труднощі умов. У 2021 році двосторонній торговий оборот склав 206 мільйонів євро, причому Німеччина імпортувала товарів на суму 82 мільйони євро з країни і постачала товарів на суму 124 мільйони євро. Таким чином, торгівля з Камеруном має невелике значення для зовнішньої торгівлі Німеччини.

## Розвиткова Допомога
Для Камеруну Німеччина є найважливішою країною-донором в розвитковій допомозі. Між 2017 і 2019 роками допомога становила понад 100 мільйонів євро. Німецькі розвиткові організації включають Gesellschaft für Internationale Zusammenarbeit (GIZ), Kreditanstalt für Wiederaufbau (KfW), German Investment Corporation (DEG), Federal Institute for Geosciences and Natural Resources (BGR), Civil Peace Service (ZFD), Senior Expert Service (SES), Diakonie Deutschland, Brot für die Welt та Sparkassenstiftung, які підтримують проекти в країні. Спільна розвиткова співпраця акцентується на "декомунізації та доброму управлінні, " «сталості використання ресурсів» та «сільському розвитку». Крім того, Німеччина допомагає розвивати систему охорони здоров'я в країні та впоратися з потоками біженців з сусідніх країн.

## Культура та Освіта
Існують тісні культурні зв'язки між Камеруном та Німеччиною, і існують низка зв'язків громадянського суспільства між асоціаціями та організаціями, а також партнерствами між церковними общинами обох країн. Інститут Гете підтримує відділення в країні. Німецька наука та технологія мають добру репутацію в країні, і практично 2000 вчителів викладають німецьку мову майже 200 000 студентам, що робить німецьку другою найпопулярнішою іноземною мовою в країні. Німецька служба академічних обмінів (DAAD) та Фонд Александра фон Гумбольдта підтримують академічний обмін. З практично 7000 студентів (2019 рік) камерунські студенти є найбільшою групою міжнародних студентів з Африки в Німеччині.

## Міграція
На початок 2021 року в Німеччині проживало 27 545 камерунців. Більше третини камерунців в Німеччині — це студенти, які навчаються за кордоном.

## Спорт
Національна футбольна команда Камеруну є однією з найуспішніших національних команд в Африці і була тренована кілька разів німецькими тренерами. Серед них були Петер Шніттгер (1970—1973), Вінфрід Шефер (2001—2004), Отто Пфістер (2007—2009) і Фолькер Фінке (2013—2015). На чемпіонаті світу 2002 року команда Камеруну, яку тренував Вінфрід Шефер, зіграла у груповому етапі проти Німеччини. Німеччина перемогла 2-0 і вийшла у наступний етап.
Камерунські футболісти, які грали в німецькому футболі, включають П'єр Воме, Рігобер Сонг, Серж Бранко і Тімоті Атуба. Є багато визначних німецько-камерунських футболістів, деякі з яких також виступали за одну чи обидві національні команди, такі як Ерік Максім Шупо-Мотінг, Джоел Матіп, Армель Белла-Котчап, Марсель Ндженг та Юссуфа Мукоко. Екс-футболістка Целія Шашік була камерунського походження з боку свого батька і двічі отримувала титул Футболістки Року (2012 та 2015).

## Дипломатичні місії
Німеччина має посольство в Яунде.
Камерун має посольство в Берліні.